# Walerian Cięglewicz
Walerian Mikołaj Cięglewicz (ur. 6 grudnia 1909 we Lwowie, zm. 17 czerwca 1996 w Gdyni) – polski profesor nauk przyrodniczych w zakresie rybactwa, ichtiologii i morskich zasobów rybnych, doktor honoris causa Akademii Rolniczej w Szczecinie

## Życiorys
Urodził w wielodzietnej rodzinie maszynisty kolejowego Tytusa i Pauliny z Gołuchowskich. Po maturze zdanej w gimnazjum w Stryju, w latach 1928–1933 studiował na Wydziale Matematyczno-Przyrodniczym Uniwersytetu Jana Kazimierza we Lwowie, uzyskując dyplom magistra zoologii wraz z anatomią porównawczą. W 1935 został zatrudniony na stanowisku młodszego asystenta w Oddziale Rybackim Stacji Morskiej w Helu, uczestniczył także w praktykach zagranicznych.
Podczas II wojny światowej pracował jako robotnik rolny i budowlany w Mielcu, księgowy w rozlewni piwa i wytwórni wody sodowej firmy Z. Starek, był referentem do spraw rybołówstwa w Zarządzie Głównym Ligi Morskiej w Lublinie.
Po wojnie pracował w Morskim Laboratorium Rybackim, gdzie w 1946 objął funkcję kierownika Działu Technologii Rybnej, następnie od 1949 w Morskim Instytucie Rybackim. W latach 1949–1956 był zastępcą dyrektora ds. naukowych MIR, później pracownikiem naukowym Zakładu Ichtiologii. W 1946 na Wydziale Matematyczno-Przyrodniczym Uniwersytetu Jagiellońskiego w Krakowie otrzymał stopień doktora filozofii z zakresu zoologii i anatomii porównawczej na podstawie rozprawy, której promotorem był prof. dr Henryk Hoyer. W 1954 otrzymał tytuł profesora nadzwyczajnego, a w 1964 – tytuł profesora zwyczajnego. W 1957 został zatrudniony w Wyższej Szkole Rolniczej w Olsztynie i pełnił obowiązki kierownika Zakładu Biologii Ryb na Wydziale Rybackim. Po przeniesieniu „morskiej” części Wydziału Rybackiego z Olsztyna do Szczecina w 1968 objął stanowisko kierownika Katedry Biologii Ryb na Wydziale Rybactwa Morskiego WSR. W latach 1971–1980 pracował w nowo utworzonym Instytucie Oceanografii Wydziału Biologii i Nauk o Ziemi Uniwersytetu Gdańskiego. W 1981 został doktorem honoris causa Akademii Rolniczej w Szczecinie – promotorem był prof. dr hab. Eugeniusz Grabda.
Należał do Polskiej Partii Robotniczej, później do Polskiej Zjednoczonej Partii Robotniczej. W 1978 przeszedł na emeryturę, pozostając jeszcze przez 2 lata pracownikiem MIR w niepełnym wymiarze etatu.
Był mężem Ireny z Jankowskich Cięglewiczowej (1919–1998).
Zmarł w Gdyni, pochowany 22 czerwca 1996 na cmentarzu Witomińskim (sektor 67-29-31).

## Praca naukowo-dydaktyczna
Od 1949 wykładał i tworzył programy dla specjalizacji rybołówstwo na Wyższej Szkole Handlu Morskiego w Sopocie. Od roku akademickiego 1950/1951 pracował również na Wydziale Chemii Spożywczej Politechniki Gdańskiej. Jest autorem ponad 150 prac, w tym podręczników, doniesień, referatów ekspertyz, artykułów naukowych i popularnonaukowych dotyczących rybołówstwa. Opracował kilkadziesiąt recenzji prac habilitacyjnych, doktorskich oraz ocen dorobku naukowego kandydatów do tytułów naukowych. Wypromował 11 doktorów, w tym dwóch obcokrajowców, a także ponad 40 magistrów.

## Udział w organizacji nauki
Był wiceprzewodniczącym Głównej Komisji Morskiej i przewodniczącym Podkomisji Rozwoju Rybołówstwa Komitetu Nauki i Techniki (1965–1969), członkiem Prezydium Komisji Głównej Badania i Wykorzystywania Zasobów Mórz i Oceanów KNiT (1970–1972). W 1973 powołano go na przewodniczącego Międzyresortowej Komisji Badań i Wykorzystywania Zasobów Mórz i Oceanów. W 1974 został członkiem Rady Naukowo-Technicznej przy Ministerstwie Rolnictwa (Sekcja Rybołówstwa). Był także członkiem Komisji Kwalifikacyjnej przy Prezydium Rządu ds. kadr naukowych w Warszawie. Od 1952 był członkiem Komitetu Redakcyjnego wydawnictw MIR, a od 1973 – redaktorem naukowym serii Oceanografia w ramach Zeszytów Naukowych Wydziału Biologii i Nauki o Ziemi Uniwersytetu Gdańskiego. 
W latach 1966–1969 pełnił funkcję wiceprezydenta, w latach 1969–1972 prezydenta Międzynarodowej Rady Badań Morza w Kopenhadze. 
Ponadto był członkiem Polskiego Towarzystwa Zoologicznego, Polskiego Towarzystwa Przyrodników im. Kopernika i Gdańskiego Towarzystwa Naukowego.

## Wybrane publikacje naukowe
- Wzrost storni (Pl. Flesus) poławianej w Zatoce Gdańskiej i w zachodnim Bałtyku. „Arch. Hydrobiol. Ryb.” 1935
- Dojrzewanie płciowe i skład stada trących się storni (Pleuronectes Flesus) z Zatoki Gdańskiej. „Arch. Hydrobiol. Ryb.” 1938
- Skład przemysłowych połowów storni pod względem długości i wieku ryb podczas lata 1937. „Biul. Stacji Mor. Helu”, 1938
- Wędrówki i wzrost znakowanych storni (Pleuronectes Flesus) z Zatoki Gdańskiej i Basenu Bornholmskiego. „„Arch. Hydrobiol. Ryb.” 1947
- Porównawcze badania śledzi wiosennej i jesiennej rasy z Zatoki Gdańskiej. „Ann. Biolog.” 1947 (wsp. K. Posadzki)
- Konserwacja i przetwórstwo ryb (zasady i praktyka). 1948
- Technologia przetwórstwa rybnego. 1951
- Zarys technologii ryb. 1954
- Badania selekcji dorsza bałtyckiego przez włok jako podstawa do ustalenia ochronnego rozmiaru oczek tej sieci. 1964 (wsp. W. Strzyżewski)
- Charakterystyka eksploatacyjno-biologiczna połowów płastug w północno-zachodnim Atlantyku. 1971 (wsp. A. Kosior)

## Ordery i odznaczenia
- Krzyż Komandorski Orderu Odrodzenia Polski (1971)[11]
- Krzyż Kawalerski Orderu Odrodzenia Polski (1955)
- Złoty Krzyż Zasługi (22 lipca 1951)[12]
- Srebrny Krzyż Zasługi (22 lipca 1950)[13]
- Medal 10-lecia Polski Ludowej (23 marca 1955)[14]
- Medal im. Profesora Kazimierza Demela (1993)[15]
- Złota Odznaka „Zasłużony Pracownik Morza” (1956)
- Odznaka honorowa „Zasłużonym Ziemi Gdańskiej” (1973)
- Honorowa Odznaka WSR w Olsztynie (1965)

## Nagrody i wyróżnienia
- Nagroda Wojewody Gdańskiego w dziedzinie kultury i nauki za całokształt pracy naukowobadawczej w dziedzinie eksploatacji i ochrony zasobów biologicznych mórz (1974)[16]
- Nagroda Rektora Uniwersytetu Gdańskiego (1978)
- doktor honoris causa Akademii Rolniczej w Szczecinie (1981)[17]